# Vixniovi (Stàvropol)
|  | Per a altres significats, vegeu «Vixniovi». |

Vixniovi (en rus: Вишнёвый) és un poble (un possiólok) del krai de Stàvropol, a Rússia, que el 2012 tenia 46 habitants. Pertany al districte rural de Dívnoie.